# Lloyd Stearman
Lloyd Carlton Stearman est un ingénieur, un aviateur et un industriel américain, né le 26 octobre 1898 à Wellsford (en), dans le Kansas, et décédé le 3 avril 1975 à Northridge, en Californie (États-Unis).

## Biographie
Lloyd Stearman reçut une instruction primaire et secondaire à Harper, au Kansas. Il était encore écolier lorsqu'il vit voler un avion pour la première fois, piloté par Clyde Cessna. À partir de 1917, il suivit des études d'ingénieur et d'architecte au Kansas State College, à Manhattan (Kansas). Le 21 août 1918, il s'engagea dans le Reserve Flying Corps de l'US Navy, à Kansas City (Missouri), et fut envoyé en formation à l'Université de Washington, à Seattle, puis transféré à la Naval Air Station de North Island, à San Diego (Californie), où il apprit à piloter sur un hydravion Curtiss N-9. La fin de la Première Guerre mondiale arrêta net la carrière de Lloyd Stearman dans la Navy. En décembre 1918, il retourna à Wichita, où il fut embauché comme architecte par la société S.S. Voight Architectural.
Le 8 avril 1920, le Laird Swallow, construit par la E.M. Laird Company, effectua son premier vol à Wichita. Son succès fut immédiat et l'entreprise dut recruter du personnel pour faire face aux commandes. C'est en répondant à une annonce que Lloyd Stearman fut embauché comme mécanicien, mais il gravit les échelons, devenant rapidement contremaître puis ingénieur assistant. À cette époque, Walter Beech, employé également chez Laird, lui enseigna toutes les finesses du pilotage, faisant de Stearman un pilote accompli. Sa carrière étant assurée, il épousa Ethyl Trusty, qu'il avait connue à l'université. Le couple eut deux enfants : un garçon, William Lloyd (né en 1922), et une fille, Marilyn.

### Les années 1920
En septembre 1923, la E.M. Laird Company fut réorganisée en raison du départ de Matty Laird, qui retourna à Chicago. Son associé Jacob Moellendick créa la Swallow Airplane Company et nomma Lloyd Stearman ingénieur en chef et Walter Beach directeur général et chef des ventes. Le New Swallow, conçu par Stearman, effectua son premier vol le 7 décembre 1923. Il présentait de nombreuses innovations et rencontra un franc succès auprès des pilotes.
En 1924, Stearman et Beech travaillèrent en secret à un fuselage formé de tubes d'acier soudés au lieu de bois, mais lorsqu'ils présentèrent le résultat de leur travail à Moellendick, en décembre 1924, celui s'opposa catégoriquement à ce que son entreprise s'engage dans ce type de fabrication. Stearman et Beech quittèrent alors la Swallow Airplane Company et s'associèrent à Clyde Cessna, qui apporta les capitaux nécessaires à la formation, le 4 février 1925, de la Travel Air Manufacturing Company. Leur intention initiale était de construire un avion destiné au transport du courrier et de passagers. Conçu par Stearman, le nouvel appareil, le Travel Air, effectua son premier vol le 13 mars 1925. C’était un biplan à trois places, avec des ailerons et un gouvernail équilibrés, et une structure en tubes d’acier soudés. L'avion fut si performant que la demande dépassa rapidement la capacité de production de la société qui était de deux appareils par mois seulement.
Stearman, Beech et Cessna se consacrèrent ensuite à la réalisation d'un avion qui pourrait remporter le Ford Reliability Tour. Réunissant les meilleurs appareils du pays, cette compétition durait deux semaines au cours desquelles les pilotes volaient de ville en ville à travers le Middle West. Pilotant un Travel Air 4000, Beech remporta la manche de Wichita du Reliability Tour le 13 août 1926. Comme c'était l'habitude, à chaque étape de la course, Stearman réalisa des figures pour les milliers de spectateurs présents, aux commandes d’un Travel Air. Puis il ramena son appareil à terre et roula sur une route qui servait de piste. Mais Stearman n'avait pas vu une voiture garée sur la route ni son propriétaire, un riche homme d'affaires de Wichita, George Theis, âgé de 64 ans. Quand Stearman sentit que son aile gauche avait heurté quelque chose, il coupa le moteur, mais l'hélice atteignit George Theis, le tuant instantanément. L'arrivée du Reliability Tour à Wichita aurait dû être l'heure de gloire de Stearman, mais le triomphe attendu s'était transformé en tragédie. Walter Beech remporta le Reliability Tour dans l'avion de Stearman, mais le nom de l'ingénieur qui l’avait conçu ne fut pratiquement pas mentionné.
En qualité d'ingénieur en chef, Stearman se consacra ensuite à la réalisation d'un appareil à trois places, le Travel Air 1000, commercialisé sous le nom de Travel Air 2000. Mais en octobre 1926, il démissionna de la Travel Air Manufacturing Company et partit en Californie. Le 16 mai 1927, il fonda à Venice, avec George Lyle et Fred Hoyt, la Stearman Aircraft Company, dont il fut le président. Quatre appareils figurent à l’actif de cette société : le C-1, le C-2, le C-2M et le C-2C. Toutefois, Lloyd Stearman fut bientôt convaincu par des amis du Kansas de revenir à Wichita, avec à la clé un apport en capital de 60 000 dollars réunis par l'homme d'affaires Walter P. Innes. Le 28 septembre 1927, la Stearman Aircraft Company s'installa à Wichita, dans des locaux loués à la Bridgeport Machine Company. Le premier appareil construit à Wichita fut le C-2B, qui fut livré à Western Air Express le 10 décembre 1927 et était destiné au transport du courrier entre Cheyenne et Pueblo. La désignation C-2B fut changée en C-3B en juin 1928 pour un problème de certification. L'entreprise employait alors une quarantaine de personnes, mais son développement rapide la conduisit à faire construire de nouveaux bâtiments à l'aéroport municipal de Wichita.
Les affaires de la Stearman Aircraft Company prospéraient, quand la société fut absorbée au début du mois d'août 1929 par l'United Aircraft and Transport Corporation au moyen d'un échange d'actions. Cet énorme holding contrôlait les sociétés Boeing Airplane Company, Boeing Air Transport, Boeing Schools Corporation, Pacific Air Transport Company, Pratt and Whitney Aircraft Company, Chance-Vought Corporation, Hamilton Aero Manufacturing Company, Sikorsky Aviation Corporation et Canadian Pratt and Whitney Aircraft Company.

### Les années 1930
Lloyd Stearman s'opposa avec véhémence à la politique de l'UATC, mais, sous sa direction, Stearman Aircraft allait concevoir et construire sept Stearman M-2, réputés pour leur robustesse, ainsi que trois Stearman LT, livrés à Interstate Air Lines, qui les utilisa pour transporter des passagers et du courrier de l'US Mail. Quarante Stearman 4 furent livrés à de grandes sociétés pétrolières. D'une conception plutôt inhabituelle, le Stearman CAB-1 "Coach", avec sa cabine de cinq places, était destiné à une clientèle fortunée. Un seul "Coach" fut construit, mais ne fut jamais vendu. Après le Model 4, le Model 6 de Lloyd Stearman apparut comme un retour en arrière aux yeux de beaucoup. Pourtant le Model 6 fut un succès. L'entreprise en fabriqua dix au total, dont quatre furent écoulés, sous le nom de "Cloudboy", sur le marché civil, et les six autres vendus à l'US Army Air Corps comme avions école YPT-9.
En décembre 1930, Lloyd Stearman quitta la présidence de sa société – où il fut remplacé par Walter P. Innes –, pour se consacrer à la mise au point des nouveaux appareils et aux problèmes de production. Finalement, le 6 juillet 1931, il donna sa démission de la Stearman Aircraft Company, la société qu'il avait créée et qui portait son nom, en raison de désaccords avec l'UATC. En octobre, il retourna en Californie, où il constitua la Stearman-Varney Company à Alameda, avec Walter T. Varney et Robert Gross. Un nouvel avion était encore dans les cartons à dessin de la société, lorsque la Lockheed Aircraft Company de Burbank (Californie), qui avait fait faillite, fut mise en vente. Sous la direction de Robert Gross, Lockheed fut rachetée par un groupe d’investisseurs, le 6 juin 1932, pour 40 000 dollars. La société devint la Lockheed Aircraft Corporation et Lloyd Stearman en fut le président. Lloyd Stearman travailla avec les ingénieurs Robert van Hake et Hall Hibbard à la conception du bimoteur Model 10 Electra, qui effectua son premier vol le 23 février 1934. En mai 1935, Lloyd quitta Lockheed et accepta un poste dans le Bureau of Air Commerce (devenu la Federal Aviation Administration).

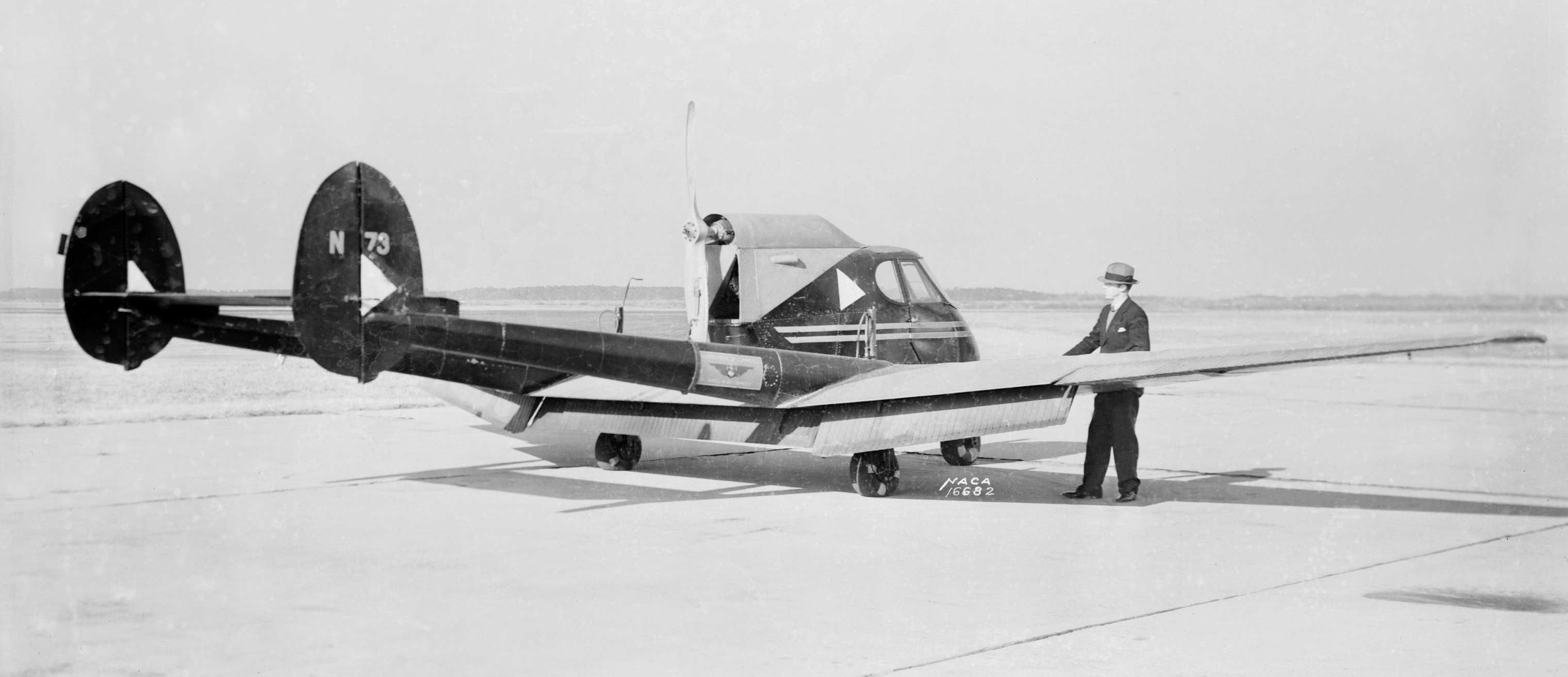
Le Stearman Hammond Y en 1939.

Stearman fut envoyé à Ypsilanti (Michigan) inspecter un appareil d'un type radicalement nouveau, le Hammond Y, de la Hammond Aircraft Corporation. Stearman approuva sa conception générale, mais estima que des améliorations étaient nécessaires. C'était un nouveau défi auquel il ne put résister. Associé à Dean Hammond, Stearman forma la Stearman-Hammond Aircraft Corporation, à San Francisco, à la fin de 1935, et fit les études d’un nouvel appareil, le Y-125. Les caractéristiques de sécurité du Y-125 étaient très innovantes et de nombreux pilotes volèrent en solo à bord après seulement quelques heures de formation. Quinze Stearman-Hammond au total furent construits et vendus. En 1938 et 1939, Lloyd Stearman fut vice-président de la Transair Corporation à San Francisco.

### De 1941 à 1956
En 1941, il devint le directeur de la division aéronautique de la Harvey Machine Company, une filiale de la Harvey Aluminum Company. À ce titre, Stearman servit son pays pendant la Seconde Guerre mondiale, en concevant et en fabriquant des systèmes de refroidissement pour avions militaires à Long Beach, en Californie.
En 1945, Lloyd Stearman quitta la Harvey Machine Company et commença à concevoir des avions agricoles pour la Stearman Engineering Company qu’il avait fondée à Dos Palos, toujours en Californie. Mais le nouvel avion école de Boeing, le Boeing Model 75 – nom officiel du Stearman Kaydet –, inondait le marché, car le gouvernement américain vendait ses surplus. Avec George Willett, Stearman créa l'Inland Aviation Company à Los Banos (Californie), et entreprit de convertir des Boeing 75 en avions pulvérisateurs à usage agricole. Un moteur de 450 ch de Pratt & Whitney, le R-985, remplaçait le moteur d'origine de 220 ch. L'avion école militaire Boeing 75, conçu initialement pour l'Armée et la Marine américaines, était alors communément appelé le "Stearman", car il était fabriqué à Wichita, dans l’ancienne usine Stearman, propriété de Boeing depuis 1934. En 1946, Stearman s'associa à la National Aircraft Company de Van Nuys (Californie), où il continua à travailler à l'amélioration du Boeing Model 75 pour les travaux agricoles. Stearman utilisa également ses talents d'ingénieur à la conception d'équipement agricole, comme des tondeuses hydrauliques à double faucille pour la Stearman-Hammel Company de Dos Palos (Californie), société dans laquelle il occupait les fonctions de vice-président et ingénieur en chef.
En 1955, Lloyd Stearman fut embauché par Lockheed — après avoir déposé une simple demande d'emploi, alors qu'il en avait été le président vingt ans plus tôt — et y dirigea les bureaux d'études. Il travailla sur de nombreux problèmes techniques relatifs au Constellation de Lockheed et à divers projets, dont un avion à décollage vertical et sur les problèmes de rentrée dans l'atmosphère des véhicules spatiaux. En 1956, Stearman effectua un dernier voyage à Wichita à l'occasion de l'inauguration d'une école primaire nommée en son honneur « Lloyd C. Stearman Elementary School ».

### La retraite
Lloyd Stearman prit sa retraite de Lockheed en août 1968, à l'âge de 70 ans, mais il forma aussitôt une nouvelle société à Los Angeles, la Stearman Aircraft Company. Stearman conçut son dernier avion, le Stearman MP, qui rompait avec les standards de l'époque. Le Stearman MP (MP pour multi-purpose, ou polyvalent) était un avion conçu pour transporter des passagers et pouvait être converti en avion agricole. Il avait prévu d'employer des turbopropulseurs de 700 ch de Garrett-AiResearch et pensait sous-traiter la fabrication, mais la maladie l'empêcha de mener à bien ce projet. Le 3 avril 1975, Lloyd C. Stearman s'éteignit à Northridge (Californie). ll fut enterré au National Sawtelle Cemetery, en Californie. En reconnaissance de ses contributions à l'industrie aéronautique, Lloyd Stearman a vu son nom gravé au National Aviation Hall of Fame de Dayton (Ohio) en juillet 1989.